# Ostedes borneana
Ostedes borneana är en skalbaggsart som beskrevs av Stefan von Breuning 1964. Ostedes borneana ingår i släktet Ostedes och familjen långhorningar. Inga underarter finns listade i Catalogue of Life.